# 安娜·葆拉·巴罗斯
安娜·葆拉·巴罗斯 是一位出生于非洲的美国土木与环境工程师，现任伊利诺伊大学厄巴纳-香槟分校土木与环境工程系主任及Donald Biggar Willett讲席教授，并曾被选为美国科学促进会和美国气象学会会士。2019年，她当选为美国国家工程院院士，以表彰她“在理解和预测山区降水动力学及洪水灾害方面的贡献”。 在加入伊利诺伊大学之前，巴罗斯教授曾是杜克大学土木与环境工程系的James L. Meriam讲席教授。

## 教育背景
巴罗斯于1985年在波尔图大学获得土木工程学士学位，1988年获得海洋工程硕士学位，随后于1990年在俄勒冈科学与工程学院获得环境工程硕士学位，并于1993年在华盛顿大学获得土木与环境工程博士学位。

## 研究
巴罗斯专注于水文学和降水的研究，例如降雨对山脉和地面的影响。 根据Google学术的数据，她引用率最高的论文是《喜马拉雅山脉侵蚀与降水的解耦》(Decoupling of erosion and precipitation in the Himalayas)，该论文已被引用超过500次。

## 论文
- Barros, AP; Hodes, JL; Arulraj, M, 《年代际气候变率与深层水文干旱的空间组织》(Decadal climate variability and the spatial organization of deep hydrological drought), 《环境研究快报》(Environmental Research Letters), 卷 12 期 10 (2017), 第 104005–104005页
- Arulraj, M; Barros, AP, 《利用多频率雷达观测和模型模拟进行浅层降水检测与分类》(Shallow Precipitation Detection and Classification Using Multifrequency Radar Observations and Model Simulations), 《大气与海洋技术杂志》(Journal of Atmospheric and Oceanic Technology), 卷 34 期 9 (2017), 第 1963–1983页
- 《理解低层云和雾如何改变地形降水的昼夜周期：利用原位和卫星观测》(Understanding How Low-Level Clouds and Fog Modify the Diurnal Cycle of Orographic Precipitation Using In Situ and Satellite Observations), 《遥感》(Remote Sensing), 卷 9 期 9 (2017), 第 920–920页
- Wilson, AM; Barros, AP, 《地形陆-气相互作用与低层云和雾的昼夜周期》(Orographic Land–Atmosphere Interactions and the Diurnal Cycle of Low-Level Clouds and Fog), 《水文气象学杂志》(Journal of Hydrometeorology), 卷 18 期 5 (2017), 第 1513–1533页
- Tao, J; Barros, AP, 《复杂地形区水文建模的多年度大气强迫数据集——方法及在综合降水与水文学实验2014域上的评估》(Multi-year atmospheric forcing datasets for hydrologic modeling in regions of complex terrain – Methodology and evaluation over the Integrated Precipitation and Hydrology Experiment 2014 domain), 《水文学杂志》(Journal of Hydrology) (2017)